# نوم حركة العين غير السريعة
نوم حركة العين غير السريعة (بالإنجليزية: NREM)‏ تعني مجموع مراحل النوم من 1 إلى 3 سابقاً، والتي كانت تعرف سابقاً بالمراحل من (1) إلى (4). حيث لا يتضمن ذلك نوم حركة العين السريعة (REM). هناك خصائص مميزة في تخطيط كهربية الدماغ وعلى عكس نوم حركة العين السريعة، عادة ما يكون هناك حركات قليلة أو منعدمة للعين خلال هذه المرحلة. والأحلام تكون نادرة أثناء نوم حركة العين غير السريعة، والعضلات لا تكون ساكنة أو مشلولة كما هو الحال في نوم حركة العين السريعة. والناس الذين لا يدخلون في مراحل النوم بشكل صحيح يواجهون مشكلة في نوم حركة العين غير السريعة، ولأن العضلات لا تكون ساكنة أو مشلولة، فإن الشخص قد يكون قادراً على السير أثناء النوم. ووفقاً للدراسات، يُعتقد أنّ النشاط العقلي الذي يحدث أثناء نوم حركة العين غير السريعة (NREM) تشبه التفكير، في حين أنّ نوم حركة العين السريعة (REM) تتضمن الهلوسة ومحتوى غريب. لذلك فإنّ النشاط العقلي الذي يحدث في نوم حركة العين غير السريعة والسريعة نتيجة لمولدّين مختلفين، وهذا ما يُفسر لنا الاختلاف في النشاط العقلي. وبالإضافة إلى ذلك، هناك سيادة للجهاز الباراسمبثاوي أثناء نوم حركة العين غير السريعة. وخلال فترة نوم حركة العين غير السريعة، فإن الحالة الذهنية للشخص تكون أكثر تنظيماً. وذّكر أن الاختلاف في النشاطية مابين حركة العين السريعة وغير السريعة يُعتقد بأنه ينشأ من الاختلاف في مراحل الذاكرة التي تحدث خلال طريقتيّ النوم. وقد وُجد من خلال تجارب عديدة أن هناك مستويات منخفضة من نوم المرحلة الثالثة في حوالي (40- 50 %) من المرضى المصابين بالفصام الحاد والمزمن حيث أنهم يعانون عادة من نوم حركة العين غير السريعة غير طبيعي.

## مراحل نوم حركة العين غير السريعة
تم تقسيم نوم حركة العين غير السريعة إلى أربعة مراحل في التقييس الخاص «بركتسشافن وكاليس» عام 1968. وقد تم تخفيضها إلى ثلاث مراحل في التحديث الذي تم عام 2007 من قِبل الأكاديمية الأمريكية لطب النوم.
- المرحلة الأولى: غالباً ما تحدث في بداية النوم وتتميز ببطء حركة العين. وتختفي موجات ألفا وتظهر موجة ثيتا. والناس التي تفيق من هذه المرحلة غالباً ما يعتقدون بأنهم كانوا مستيقظين تماماً. وخلال فترة الانتقال إلى مرحلة النوم الأولى، من الشائع أن نواجه هزات بداية النوم.[7]
- المرحلة الثانية: لا يحدث تحرك للعين ويكون الحلم نادراً جداً. ويمكن بسهولة كبيرة إيقاظ النائم. وتميل تسجيلات رسم المخ إلى إظهار «موجات النوم المغزلية» و «معقدات K» مميزة أثناء هذه المرحلة.
- المرحلة الثالثة: كانت تُقسم مسبقاً إلى المرحلة الثالثة والرابعة وهي النوم العميق أو نوم الموجة البطيئة. وكانت المرحلة الثالثة سابقاً هي مرحلة الانتقال من المرحلة الثانية إلى المرحلة الرابعة حيث تبدأ موجات دلتا المرتبطة بالنوم العميق في الحدوث، بينما تسود موجات دلتا في المرحلة الرابعة. وفي عام 2007، تم الجمع بينهم فقط في المرحلة الثالثة لكل مراحل النوم العميق.[8] وتكون الأحلام أكثر شيوعاً في هذه المرحلة عنها في المراحل الأخرى من نوم حركة العين غير السريعة وإن لم تكن بنفس درجة الشيوع الموجودة في نوم حركة العين السريعة.[9] ويميل محتوى أحلام نوم الموجة البطيئة إلى أن يكون متقطع، وأقل وضوحاً، وأقل في القدرة على تذكره من تلك الأحلام التي تحدث أثناء نوم حركة العين السريعة. وهذه هي أيضاً المرحلة التي يحدث خلالها اضطرابات نومية بشكل أكثر شيوعاً.

## الحلم أثناء نوم حركة العين غير السريعة
على الرغم من أن تقارير المشاركين في الدراسة عن وضوح الأحلام المكثفة أثناء نوم حركة العين السريعة وزيادة تذكر الأحلام التي تحدث خلال تلك المرحلة والتي تشير إلى أن الأحلام تحدث غالبًا خلال تلك المرحلة،  إلاّ أن الأحلام قد تحدث أيضاً أثناء نوم حركة العين غير السريعة. وعادة ما تكون عادية.
وقد أظهرت الأبحاث أيضاً أن الأحلام أثناء نوم حركة العين غير السريعة غالباً ما تحدث خلال ساعات الصباح والتي هي أيضاً الفترة الزمنية ذات معدلات الحدوث الأعلى لنوم حركة العين السريعة. وتم إيجاد ذلك خلال دراسة تتضمن أشخاصًا أخذوا قيلولة عبر فترات زمنية محددة وتمّ إيقاظهم بالقوة، حيث تم تقطيع نومهم إلى غفوات تتضمن فقط نوم حركة العين السريعة وفقط نوم حركة العين غير السريعة باستخدام جهاز تخطيط النوم. وهذا يوحي بأن حدوث اختبارات النوم المتعدد لنوم حركة العين السريعة غير مطلوب لحدوث الحلم. بدلاً من ذلك، فإن الآليات الفعلية التي تخلق نوم حركة العين السريعة تتسبب في تغيرات لتجربة الشخص في النوم. وخلال تلك التغيرات، وبحلول الصباح، يحدث تنشيط فرعي قشري أثناء نوم حركة العين غير السريعة والذي هو يماثل النوع الذي يحدث أثناء نوم حركة العين السريعة. وهذا هو التنشيط الفرعي القشري الذي يؤدي إلى الحلم أثناء مرحلة نوم حركة العين غير السريعة خلال ساعات الصباح.

## تخطيط النوم
تخطيط النوم (PSG) هو اختبار يتمّ استخدامه في دراسة النوم، حيث تسمى نتيجة هذا الاختبار «مخطط النوم». وفيما يلي صور لمراحل نوم حركة العين غير السريعة الأولى والثانية والرابعة (قبل دمج المرحلة الثالثة والرابعة).
وتمثل الأشكال حقبة (30) ثانية (30 ثانية من البيانات)، حيث تمثل البيانات من كلتا العينين والذقن وتخطيط الدماغ والساقين والميكروفون والتخطيط الوريبي ونشاط القصبة الترقوية الخشائية وتدفق الهواء في الأنف والفم والجهد الصدري والجهد البطني وتخطيط القلب وقياس التأكسج ووضع الجسم، بهذا الترتيب. وتم إبراز تخطيط الدماغ بواسطة المربع الأحمر. وقد تم وضع خط أحمر تحت موجات النوم المغزلية في الشكل الخاص بالمرحلة الثانية.
المرحلة الأولى:

المرحلة الثانية:

المرحلة الثالثة:

## نوم الموجة البطيئة
نوم الموجة البطيئة (SWS) يتكون من أعمق مرحلة من نوم حركة العين غير السريعة، وغالباً ما يشار إليه باسم النوم العميق.
ولُوحظت أعلى مستويات الاستثارة (مثل صعوبة الاستيقاظ، بواسطة صوت ذو حجم معين مثلاً) في المرحلة الثالثة. وسوف يشعر الشخص عادة بالدوار أو الترنح عندما يُوقظ من هذه المرحلة، وفي الواقع، تشير الاختبارات الإدراكية المجراة بعد الاستيقاظ من المرحلة الثالثة إلى أن الأداء العقلي يكون مختل إلى حد ما لفترات تصل إلى (30) دقيقة أو نحو ذلك، نسبة من الاستيقاظ من المراحل الأخرى. ولقد سميت هذه الظاهرة باسم «قصور النوم».
وبعد الحرمان من النوم، عادة ما يكون هناك ارتفاع أو ارتداد حاد لنوم الموجة البطيئة مما يشير إلى أن هناك «حاجة» لهذه المرحلة.
نوم الموجة البطيئة هو حالة نشطة للغاية على عكس حالة السكون الدماغي كما كان يًعتقد سابقاً. وقد اظهرت بيانات تصوير المخ أنه أثناء نوم حركة العين غير السريعة، يتأثر نشاط المخ بتجربة اليقظة بمجرد مرورها.
تم إجراء دراسة تشتمل على مجموعة تجريبية وأخرى ضابطة (كنترول) من أجل تعليمهم الخروج من متاهة ثلاثية الأبعاد. وقد زاد تدفق الدم في التلفيف المجاور للحصين بالتزامن مع أداء الفرد في المتاهة ثلاثية الأبعاد. بعد ذلك تدريب المشاركين في المتاهة لمدة أربعة ساعات، وبعدها، وخلال دورات النوم المختلفة لنوم حركة العين غير السريعة، ونوم حركة العين السريعة وحالة اليقظة، تم فحصهم جميعاً إثنى عشر مرة باستخدام «التصوير المقطعي بالإصدار البوزيتروني» أثناء الليل. وقد أظهر هذا الفحص زيادة في معدلات تدفق الدم في الحصين أثناء نوم حركة العين غير السريعة في مرحلة الموجة البطيئة «النوم العميق» بسبب التدريب خلال اليوم السابق، بينما لم تظهر المجموعة الضابطة «الكنترول» أي زيادة في تدفق الدم حيث أنهم لم يتلقوا التدريب في اليوم السابق. نشاط المخ أثناء النوم، وفقاً لهذه الدراسة، من شأنه أن يظهر الأحداث في اليوم السابق والتي تحدث فارق. وتقترح إحدى النظريات نموذجاً للحوار بين الحصين- والقشرة المخية الحديثة. «تم اقتراح مرحلتين من النشاط الحصيني، الأولى تكون تسجيل الذاكرة أثناء الاستيقاظ والثانية تتضمن استرجاع الذاكرة أثناء نوم حركة العين غير السريعة. ويُعتقد أن هذه العملية من إعادة تنشيط الذاكرة والمطلقة لمتواليات من شأنها أن تعزز تدريجياً اتصالات ضعيفة مبدئياً ما بين مواقع القشرة المخية الحديثة مما يسمح بتنشيط المعلومات الأصلية في القشرة بشكل مستقل عن الحصين، وبالتالي تضمن سعة ترميز منتعشة للحصين». وخلص ماكيه إلى أن المناطق من المخ المعنية بمعالجة المعلومات والذاكرة قد زادت من نشاط المخ خلال فترة النوم بطئ الموجة. الأحداث التي مرت في اليوم السابق لها قدرة أو كفاءة أكبر على الاستدعاء من الذاكرة بشكل أكثر وضوحاً في اليوم التالي مما يدل على أنه يتم تنشيط مناطق الذاكرة في المخ أثناء نوم حركة العين غير السريعة في مرحلة الموجة البطيئة بدلا من كونها كامنة كما كان يُعتقد مسبقاً.

## مزيد من القراءات
- Rechtschaffen، A (1968). A Manual of Standardized Terminology, Techniques and Scoring System For Sleep Stages of Human Subjects. US Dept of Health, Education, and Welfare; National Institutes of Health. {{استشهاد بكتاب}}: الوسيط author-name-list parameters تكرر أكثر من مرة (مساعدة)
- M. Massimini, G. Tononi, et al., "Breakdown of Cortical Effective Connectivity During Sleep," Science, vol. 309, 2005, pp. 2228–32.
- P. Cicogna, V. Natale, M. Occhionero, and M. Bosinelli, "Slow Wave and REM Sleep Mentation," Sleep Research Online, vol. 3, no. 2, 2000, pp. 67–72.
- D. Foulkes et al., "Ego Functions and Dreaming During Sleep Onset," in Charles Tart, ed., Altered States of Consciousness, p. 75.
- Rock، Andrea (2004). The Mind at Night. ISBN:0-7382-0755-1.
- Warren، Jeff (2007). "The Slow Wave". The Head Trip: Adventures on the Wheel of Consciousness. ISBN:978-0-679-31408-0.
- Iber, C; Ancoli-Israel, S; Chesson, A; Quan, SF. for the American Academy of Sleep Medicine. The AASM Manual for the Scoring of Sleep and Associated Events: Rules, Terminology and Technical Specifications. Westchester: American Academy of Sleep Medicine; 2007.
- Manni, Raffaele. "Rapid Eye Movement Sleep, Non-rapid Eye Movement Sleep, Dreams, and Hallucinations". 2005;7:196-197.

قالب:SleepSeries2